# نيرغهازا

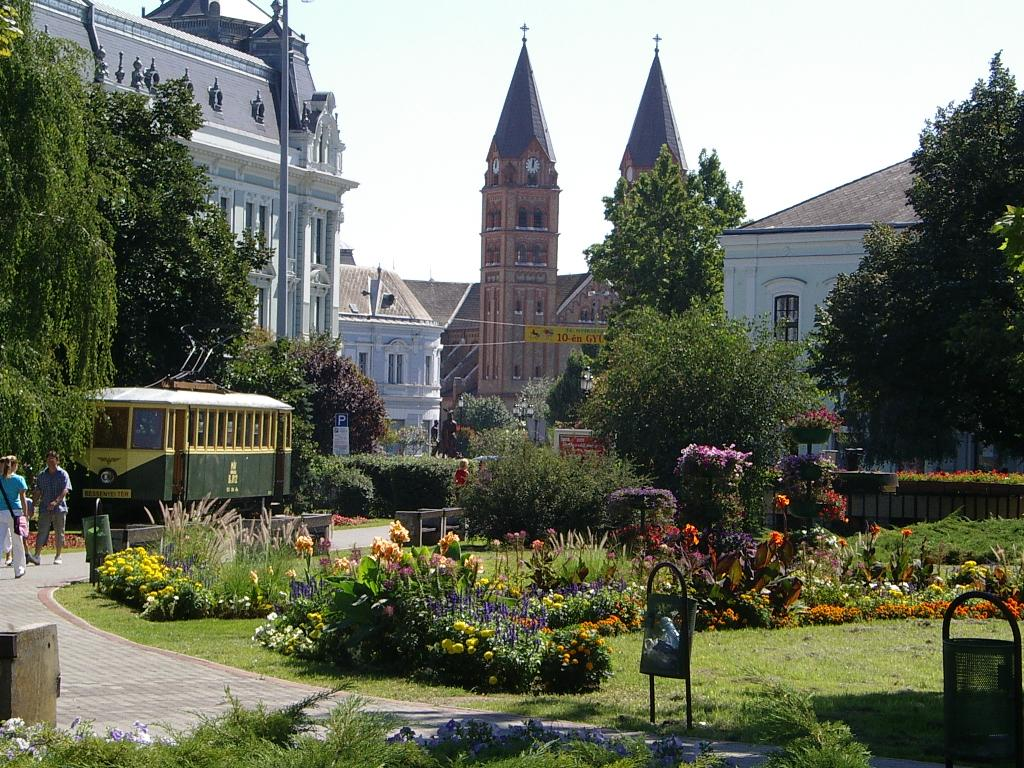
مركز المدينة

نييريغيهازا (بالمجرية: Nyíregyháza، وتعني "كنيسة القضبان") هي مدينة في شمال شرق المجر وعاصمة مقاطعة سابولتش-ساتمار-بيريغ وتبعد حوالي 300 كيلومتراً عن حدود رومانيا وسلوفاكيا وأوكرانيا، بحسب إحصاء 2011 عدد سكانها 117,852 لتصبح سابع أكبر مدن البلاد.

## توأمة
لنيرغهازا اتفاقيات توأمة مع كل من:
- إزرلون (1989 - )[8]
- ساتو ماري (2000 - )[9]
- كايآني (1981 - )[9]
- بريشوف (1975 - )[9]
- كريات موصقين (1998 - )[9]
- جيشوف (1996 - )[9]
- سانت ألبانز (1995 - )[9]
- أوديني
- بايا ماري (2003 - )
- بايون
- أوجهورود (1971 - )[9]
- إيفانو-فرانكيفسك (11 سبتمبر 2004 - )[10]
- هاربن (2006 - )[9]

## أعلام
- غيرغيلي هارساني
- يوزيف كوفاتش
- أندرياس توما
- لاسزلو داجكا
- غيرغيلي رودولف
- مارتون فوكسوفيكس

## وصلات خارجية
- الموقع الرسمي

(بالإنجليزية)